# Tanjung Bunian
Tanjung Bunian is een bestuurslaag in het regentschap Kaur van de provincie Bengkulu, Indonesië. Tanjung Bunian telt 488 inwoners (volkstelling 2010).